# Lobodon Island
Lobodon Island (in Chile Islote Cordovez) ist eine Insel im Palmer-Archipel vor der Westküste der Antarktischen Halbinsel. Sie liegt 5,5 km östlich des Wauters Point von Two Hummock Island.
Luftaufnahmen der Falkland Islands and Dependencies Aerial Survey Expedition (1955–1957) vom Dezember 1956 dienten ihrer Kartierung. Das UK Antarctic Place-Names Committee benannte sie 1960 nach dem Krabbenfresser (lateinisch Lobodon carcinophaga). Namensgeber der chilenischen Benennung ist der chilenische Hydrographen Enrique Cordovez Madariaga (1895–1965), der 1943 auf der Primero de Mayo als Gastwissenschaftler an einer argentinischen Antarktisexpedition teilgenommen hatte.